# Тенна (река)
Те́нна (итал. Tenna) — река в Центральной Италии на юге региона Марке. Течёт на северо-восток по территории провинций Фермо  и Мачерата.
Длина реки составляет 67 км. Площадь водосборного бассейна — 490 км². Исток реки находится на высоте 1172 на склонах горы Порке (Монти-Сибиллини) в области Марке. Впадает в Адриатическое море севернее города Порто-Сан-Джорджо. Почвообразующими породами в бассейне реки являются известняки, глины, конгломераты и пески. Крупнейшими притоками являются ручьи Теннакола и Салино. В реке установлено обитание 109 таксонов диатомовых водорослей и 42 таксона макрозообентоса.
Название реки, вероятно, происходит от имени верховного этрусского бога Тиния.